# Out of the Cradle
Out of the Cradle é o terceiro álbum de estúdio do cantor e compositor Lindsey Buckingham, conhecido como vocalista do Fleetwood Mac, lançado pela Reprise Records em junho de 1992.
O disco foi o primeiro lançado pelo artista após a sua saída do Fleetwood Mac, ocorrida em 1987. O projeto alcançou posições em paradas de álbuns nos Estados Unidos, Reino Unido e no Canadá. Além disso, o projeto recebeu avaliações positivas da mídia especializada.
Sobre o projeto, Lindsey disse em 1993: "É um pouco reflexivo e até um pouco triste com o fim das coisas, mas também é sobre colocar tudo na melhor perspectiva possível, e com essa clareza seguir em frente e encontrar as outras coisas que estão vivas em sua vida".

## Faixas
1. "Instrumental Introduction" (Buckingham) - 0:25
2. "Don't Look Down" (Buckingham) - 2:47
3. "Wrong" (Buckingham, Dashut) - 4:19
4. "Countdown" (Buckingham) - 3:21
5. "All My Sorrows" (Kingston Trio) - 4:01
6. "Soul Drifter" (Buckingham) - 3:27
7. "Instrumental Introduction" (Buckingham, Dashut) - 0:41
8. "This Is the Time" (Buckingham, Dashut) - 4:49
9. "You Do or You Don't" (Buckingham) - 3:37
10. "Street of Dreams" (Buckingham, Dashut) - 4:28
11. "Spoken Introduction" (Buckingham, Dashut) - 0:46
12. "Surrender the Rain" (Buckingham, Dashut - 3:36
13. "Doing What I Can" (Buckingham) - 4:05
14. "Turn It On" (Buckingham) - 3:50
15. "This Nearly Was Mine" (Rodgers, Hammerstein) - 1:36
16. "Say We'll Meet Again" (Buckingham, Aguirre) - 2:28